# 菅原潤 (フルート奏者)
菅原 潤 (すがわら じゅん、1958年 - ) は、日本の秋田県出身のフルート、ピッコロ奏者。

## 略歴
1958年秋田市生まれ。秋田市立中通小学校、秋田市立秋田南中学校、秋田高校を経て、国立音楽大学卒業後、 フルートを木下芳丸、斉藤匠、中谷望、小野安広、畠山久雄に師事。
1982年、新星日本交響楽団に入団。現在、NHK交響楽団団員。国立音楽大学講師。洗足学園音楽大学講師。